# Ломбардная ставка
Ломбардная ставка, ломбард-ставка (англ. Lombard rate) — фиксированная процентная ставка, применяемая Центральным Банком при выдаче кредитов коммерческим банкам под залог недвижимости и золотовалютных резервов.
В России ломбардная ставка устанавливается Советом директоров Банка России.
Ломбардная ставка наряду с учётной ставкой и ставкой Репо является официальным инструментом регулирования инфляции и курсов национальной валюты к иностранным валютам.